# Томмі Вілсон (футболіст, 1961)
Томмі Вілсон (англ. Tommy Wilson, 24 серпня 1961, Пейслі) — колишній шотландський футболіст та тренер, який в даний час працює директором Академії «Філадельфія Юніон».

## Біографія

### Ігрова кар'єра
Вілсон розпочав свою кар'єру в клубі «Квінз Парк», до якого він приєднався відразу після закінчення школи в 1978 році.
Незабаром перспективний молодий захисник був помічений клубом «Сент-Міррен», з яким підписав професійний контракт в 1982 році. 14 серпня 1982 року дебютував за новий клуб в матчі Кубку шотландської ліги проти «Ейр Юнайтед», який завершився перемогою його команди. Вілсон протягом усього свого першого сезону був основним гравцем команди, що дозволило йому навіть дебютувати в молодіжній збірній Шотландії у грі проти Швейцарії. Щоправда, на початку наступного сезону, в серпні 1983 року, він отримав серйозну травму коліна в матчі проти «Рейнджерса», яка змусила Томмі пропустити майже увесь сезон.
Протягом наступних двох сезонів Вілсон був лідером команди, а 1987 року допоміг клубу виграти Кубок Шотландії, обігравши в фіналі з рахунком 1-0 «Данді Юнайтед».
Провівши за «Сент-Міррен» 287 офіційних матчі, в жовтні 1989 року Вілсон приєднався до «Данфермлін Атлетік». Після трьох сезонів за команду з Данфермліна, Томмі приєднався в серпні 1992 року до «Гарт оф Мідлотіан», але зіграв за команду лише один матч (вийшов на заміну в переможному матчі над «Спартою» (Прага) в Кубку УЄФА 30 вересня 1992 року (4:2)).
В листопаді 1992 року на правах вільного агента перейшов в «Кілмарнок», а вже влітку 1993 року став гравцем «Дамбартона», в якому і завершив ігрову кар'єру рік по тому.

### Тренерська та функціонерська кар'єра
У червні 1994 року Вілсон був призначений членом розвитку футболу в Шотландській футбольній асоціації. Після того був помічником Арчі Джеммілла в юнацькій збірній Шотландії віком до 19 років.
2006 року став технічним директором «Рейнджерса» з розвитку гравців, продовжуючи працювати в юнацькій збірній Шотландії.
14 березня 2013 року Вілсон був призначений директором Академії «Філадельфія Юніон».

## Досягнення
- Володар Кубка Шотландії: 1987